# Theme from Shaft
Theme from Shaft is een door Isaac Hayes geschreven en opgenomen theme song voor de film Shaft. Op 30 september 1971 werd het nummer op single uitgebracht.

## Achtergrond
Het soul- en funkgeoriënteerde nummer werd twee maanden na de filmpremière als single uitgegeven en werd uitsluitend een hit in Noord-Amerika,Nederland en België.
De plaat behaalde in thuisland de VS de nummer 1 positie in de Billboard Hot 100. In Canada werd de 4e positie behaald.
In Nederland werd de plaat op zaterdag 20 november 1971 verkozen tot de 38e Troetelschijf van de week op Hilversum 3 en werd een radiohit. De plaat bereikte de 12e positie in de publieke hitlijst; de Hilversum 3 Top 30 / Daverende Dertig met destijds dj Felix Meurders bij de NOS op Hilversum 3 en de 13e positie in de Veronica Top 40 op Radio Veronica.
In België bereikte de plaat de 3e positie in zowel de voorloper van de Vlaamse Ultratop 50 als de voorloper van de Waalse Ultratop 50 en de 2e positie in de Vlaamse Radio 2 Top 30. 
In 1971 ontving Isaac Hayes voor de single een Academy Award voor Beste Originele Nummer.

## Geschiedenis
In 2000 vertelde Hayes op een Amerikaanse radiozender dat hij enkel toestemde met het schrijven van een filmnummer voor de film Shaft wanneer hij ook auditie voor de hoofdrol mocht doen. Hayes zou echter nooit auditie doen. Regisseur Gordon Parks had ook zijn zegje over het nummer. Hij zorgde voor een beschrijving van John Shaft om het filmpubliek zich te laten identificeren met detective Shaft:

...the black private dick/who's a sex machine/to all the chicks...

...He's a complicated man/but no one understands him/but his woman/John Shaft...

Het nummer valt in het genre blaxploitation, waardoor de tekst vrij raciaal overkwam. Hierdoor heersten er bij FOX Network voor lange tijd twijfels of de tekst uit de aflevering One Fish, Two Fish, Blowfish, Blue Fish van The Simpsons moest worden verwijderd. In de betreffende aflevering doen Bart en Lisa Simpson een karaokeversie van het nummer in een Japans restaurant. Verder waren er nog talloze andere parodieën op het nummer in series als The Fresh Prince of Bel-Air, The X-Files en Sesamstraat (de Koekie Disco van Koekiemonster). Ook werd het nummer gebruikt in de serie Bassie & Adriaan: Het Geheim van de Sleutel en in radio- en tv-programma's. 
Gewone covers waren er van o.a. Eddie & the Soul Band en Lee Thompson Ska Orchestra (opgericht door de saxofonist van Madness) welke versie uit 2016 echter op de plank bleef liggen.

## Het nummer
"Theme from Shaft" opent met een zestiende-nootritme van de hihat. In de opening is ook de elektrische gitaar prominent aanwezig welke voor een wah-wah-effect zorgt, een kenmerk voor de jaren 70-muziek. Hayes speelt op de keyboard.
De songtekst gaat over John Shafts imago, lef en erotische aantrekkingskracht. De hoofdvocalen van Hayes worden bijgestaan door een trio van zangeressen. Een bekend stuk uit de tekst is de volgende conversatie:

Hayes: They say this cat Shaft is a bad mother(...)

koor: SHUT YOUR MOUTH!

Hayes: I'm talkin' 'bout Shaft.

Koor: THEN WE CAN DIG IT!

## Hitnoteringen

### Nederlandse Top 40
| Theme from Shaft in de Nederlandse Top 40 - binnen week 49 van 1971 | Theme from Shaft in de Nederlandse Top 40 - binnen week 49 van 1971 | Theme from Shaft in de Nederlandse Top 40 - binnen week 49 van 1971 | Theme from Shaft in de Nederlandse Top 40 - binnen week 49 van 1971 | Theme from Shaft in de Nederlandse Top 40 - binnen week 49 van 1971 | Theme from Shaft in de Nederlandse Top 40 - binnen week 49 van 1971 | Theme from Shaft in de Nederlandse Top 40 - binnen week 49 van 1971 | Theme from Shaft in de Nederlandse Top 40 - binnen week 49 van 1971 | Theme from Shaft in de Nederlandse Top 40 - binnen week 49 van 1971 | Theme from Shaft in de Nederlandse Top 40 - binnen week 49 van 1971 |
| Week                                                                | 1                                                                   | 2                                                                   | 3                                                                   | 4                                                                   | 5                                                                   | 6                                                                   | 7                                                                   | 8                                                                   | 9                                                                   |
| ------------------------------------------------------------------- | ------------------------------------------------------------------- | ------------------------------------------------------------------- | ------------------------------------------------------------------- | ------------------------------------------------------------------- | ------------------------------------------------------------------- | ------------------------------------------------------------------- | ------------------------------------------------------------------- | ------------------------------------------------------------------- | ------------------------------------------------------------------- |
| Nummer                                                              | 20                                                                  | 15                                                                  | 13                                                                  | 17                                                                  | 19                                                                  | 24                                                                  | 32                                                                  | 36                                                                  | uit                                                                 |

### Hilversum 3 Top 30 / Daverende Dertig
38e Hilversum 3 Troetelschijf van de week op 20-11-1971.
Hitnotering: 27-11-1971 t/m 08-01-1972. Hoogste notering: #12 (1 week).

### NPO Radio 2 Top 2000
| Nummer met noteringen in de NPO Radio 2 Top 2000 | '99  | '00  | '01  | '02  | '03  | '04  |
| ------------------------------------------------ | ---- | ---- | ---- | ---- | ---- | ---- |
| Theme from Shaft                                 | 1413 | 1151 | 1260 | 1593 | 1603 | 1696 |

1. ↑  Een vetgedrukt getal geeft de hoogste notering aan.
2. ↑  Deze tabel is bijgewerkt tot en met de laatste editie (2024).